# Jao
Jao is een dorp in het district North-West in Botswana. De plaats telt 229 inwoners (2011).